# Ерки (посёлок)
Е́рки (укр. Єрки) — посёлок в Катеринопольском районе Черкасской области Украины. Старое название Ярки (связано со словом яр).
Находится у слияния рек Шполка и Гнилой Тикич, посёлок расположен на пласте гранитных, каолиновых и буроугольных месторождений. Проходит через районную автотрассу Т-2407.
19 августа 2015 года создана Ерковская независимая громада с объединением поселка Зализнячка, в 2018 году к громаде присоединилось село Радчиха.

## История
Поселение известно с первой половины XVIII века, а места эти обжиты человеком уже с древнейших времён, о чём свидетельствуют обнаруженные неподалёку от посёлка остатки поселения Трипольской культуры.
Ерки являлись селом Звенигородского уезда Киевской губернии, которое находилось на почтовой дороге из Звенигородки. По состоянию на 1894 год в селе насчитывалось 330 дворов и 2272 жителя. В районе села работали каменоломни по добыче гранита и гнейса.
С 1923 — в Звенигородском районе Киевской области УССР, после в Катеринопольском районе Черкасской области.
В советские времена здесь был образован колхоз имени Свердлова, в котором обрабатывалось 2,2 тыс. га сельскохозяйственных угодий. Во время Великой Отечественной войны из Ерки на фронт ушло 566 человек из них 199 погибли. Боевыми орденами и медалями были награждены 293 жителя Ерки.

## Население
В январе 1989 года численность населения составляла 5618 человек.
На 1 января 2013 года численность населения составляла 3972 человека.

### Языковой состав
Родной язык населения по данным переписи 2001 года:
| Язык       | Численность, чел. | Доля     |
| ---------- | ----------------- | -------- |
| Украинский | 4 269             | 97,82 %  |
| Русский    | 91                | 2,09 %   |
| Другое     | 4                 | 0,09 %   |
| Итого      | 4 364             | 100,00 % |

## Экономика
Комбинат хлебопродуктов. Ремонтный, консервный и щебневый заводы. Нефтебаза. Гранитный карьер. Катеринопольский элеватор, ПП «Росинка».

## Транспорт
Станция Звенигородка на линии Цветково — Христиновка Одесской железной дороги.

## Персоналии
- Здесь родился 24 декабря 1937 года Чорновил, Вячеслав Максимович — украинский политический деятель, советский диссидент, журналист, один из основателей Народного руху Украины.
- В Ерках выросла, окончила школу Алина Николаевна Коробко — народная артистка Украины, профессор Донецкой государственной музыкальной академии.
- 30 июня 1989 года здесь родился Скоромный, Андрей Михайлович — российский спортсмен, мастер спорта России по бодибилдингу (IFBB). Живёт и работает в Москве.